# Lac de Dulene
Le lac de Dulene (en serbe cyrillique : Дуленско језеро; en serbe latin : Dulensko jezero) est un lac de retenue situé en Serbie, sur la rivière Dulenska reka. Il est situé sur le territoire de la Ville de Kragujevac, près du village de Dulene.

## Caractéristiques
Le lac de Dulene a été créé à la suite de la construction d'un barrage sur la Dulenska reka en 1964 ; ce barrage était destiné à l'alimentation en eau de la ville de Kragujevac. Sa profondeur est d'enriron 7 m et il mesure 350 m de long et 150 de large. Depuis l'élévation de la hauteur du lac de Grošnica, il forme avec lui un ensemble appelé Vodojaža.

## Faune
Parmi les poissons vivant dans le lac, on peut citer le barbeau ; on y trouve aussi des salmonidés et de petits crustacés des rivières, ainsi que sangsues dans les parties mércageuses. 